# Sphenometopa nebulosa
Sphenometopa nebulosa är en tvåvingeart som först beskrevs av Daniel William Coquillett 1902.  Sphenometopa nebulosa ingår i släktet Sphenometopa och familjen köttflugor. Inga underarter finns listade i Catalogue of Life.